# NGC 88
NGC 88 је спирална галаксија у сазвежђу Феникс која се налази на NGC листи објеката дубоког неба.
Деклинација објекта је - 48° 38' 23" а ректасцензија 0h 21m 22,0s. Привидна величина (магнитуда) објекта NGC 88 износи 14,1 а фотографска магнитуда 15,0. NGC 88 је још познат и под ознакама ESO 194-10, AM 0018-485, PGC 1370.